# Cosmos 106
Cosmos 106 (en cirílico, Космос 106) fue un satélite artificial militar soviético perteneciente a la clase de satélites DS (en concreto, era un DS-P1-I, el primero de su tipo) y lanzado el 25 de enero de 1966 mediante un cohete Kosmos-2I desde Kapustin Yar.

## Objetivos
Cosmos 106 fue parte de una red de satélites militares utilizados para calibrar y mejorar el sistema de detección antimisiles balísticos soviético. El propósito declarado por la Unión Soviética ante la Organización de las Naciones Unidas en el momento del lanzamiento era realizar "investigaciones de la atmósfera superior y el espacio exterior".

## Características
El satélite tenía una masa de 325 kg, forma dodecaédrica y la alimentación eléctrica era proporcionada por células solares situadas en su superficie. Reentró en la atmósfera el 14 de noviembre de 1966. El satélite fue inyectado en una órbita con un perigeo de 290 km y un apogeo de 564 km, con una inclinación orbital de 48,4 grados y un período de 92,8 minutos.